# Relations entre le Bangladesh et Trinité-et-Tobago
Les relations entre le Bangladesh et Trinité-et-Tobago sont les relations bilatérales de la république populaire du Bangladesh et la république de Trinité-et-Tobago.

## Visites d'État
La Première ministre du Bangladesh, Sheikh Hasina, a effectué une visite officielle à Port-d'Espagne, la capitale de Trinité-et-Tobago, en 2009 pour y rencontrer le premier ministre Patrick Augustus Mervyn Manning. La réunion, qui s'est tenue en marge de la réunion de trois jours des chefs de gouvernement du Commonwealth (CHOGM) qui a débuté le 27 novembre, a abordé un large éventail de questions bilatérales et multilatérales, notamment l'accélération des relations économiques entre les deux pays. Après la réunion, le secrétaire de presse du Premier ministre Abul Kalam Azad a déclaré aux journalistes que M. Manning avait rappelé, au cours des discussions, la contribution du père de la nation, le Bangabandhu Sheikh Mujibur Rahman, à l'obtention de l'indépendance du Bangladesh, dans le respect des droits de l'homme.

## Coopération économique
Le Bangladesh et Trinidad et Tobago ont montré leur intérêt pour le développement des activités économiques bilatérales entre les deux pays et ont coopéré à cet égard, notamment grâce à l'importation de main d'œuvre qualifiée, semi-qualifiée et non-qualifiée du Bangladesh. Les produits en cuir, les produits en jute, les céramiques et les produits pharmaceutiques du Bangladesh ont été identifiés comme ayant un potentiel énorme à Trinidad et Tobago. Zillur Rahman, le président du Bangladesh, a déclaré que Trinidad et Tobago, en tant que membre du Commonwealth et du G-77, a entretenu de bonnes relations avec le Bangladesh au fil des ans. En 2009, le Bangladesh Trade Center a été créé par le Bureau de promotion des exportations du Bangladesh à Port-d'Espagne pour faciliter le commerce et les investissements bilatéraux entre le Bangladesh et Trinidad et Tobago ainsi que le commerce extérieur du Bangladesh dans les grandes Caraïbes et les marchés latino-américains voisins. Le centre a été officiellement inauguré par Faruk Khan, ministre du commerce du Bangladesh,.